# Himno a Cartagena
El Himno a Cartagena es una composición musical escrita en 1984 por el guitarrista Manuel Díaz Cano con letra del trovero Ángel Roca Martínez. Es el himno oficial de la ciudad española de Cartagena (Región de Murcia).

## Historia
Los orígenes del uso de piezas melódicas para representar al Ayuntamiento de Cartagena en actos institucionales se sitúan en la dictadura de Primo de Rivera, cuando fue promovida una exaltación de las tradiciones locales a cuenta del propósito del alcalde Alfonso Torres López de obtener para Cartagena la capitalidad de una región propia. Fue en este contexto cuando empezó a utilizarse de forma semioficial la Marcha de los judíos, originaria de las procesiones de la Semana Santa.
No fue hasta julio de 1984 cuando el Ayuntamiento tomó la iniciativa de organizar un concurso público en el que conceder carácter oficial a un himno creado ex profeso. Resultó seleccionada la propuesta de Manuel Díaz Cano y Ángel Roca Martínez, y la presentación tuvo lugar el 30 de mayo de 1987 en la plaza del Ayuntamiento mediante un concierto en el que participaron la Banda de Música del Tercio de Levante y los coros Tomás Luis de Victoria y Carthagonova.
Debido a que el Fútbol Club Cartagena no dispuso de himno oficial hasta 2017, era común que la entidad emplease el Himno a Cartagena para suplir su falta.

## Letra
La leyenda forjaron de tu nombre
Cuantos héroes tus mármoles custodian,
Proyectando el pregón de tu hidalguía
Desde el puerto a los mares de la historia...
En tus viejas murallas y castillos
Quedan huellas de hazañas que te honran,
¡que te hicieron la mártir de la patria,
ciñéndole a tu frente dos coronas!
ESTRIBILLO
Cartagena, querida Cartagena,
¡Qué delirio de gloria tu delirio!
¡Qué grandeza de historia tu grandeza!
¡Qué destino de reina tu destino!
De muy noble, leal y siempre heroica
El blasón legendario has merecido
¡Y la banda de firme capitana
de los puertos y mares conocido!
Tu Semana Mayor se hace universo
Amparada en la Virgen tu patrona,
Y revives el drama pasionario
Junto al Cristo en la Gracia Redentora.
Caridad es el timbre de tu escudo
Que figura en las piedras de tus obras,
En tus plazas fundido en cada bronce
Y ungido en cada letra de tu historia
AL ESTRIBILLO

(APOTEOSIS DEL CORO)
¡Cartagena... Milenaria... Cartagena!